# Rel (serie de televisión)
Rel es una serie de televisión estadounidense creada por y protagonizada por Lil Rel Howery que fue estrenada el 9 de septiembre de 2018 en Fox.

## Sinopsis
La serie se centra en Lil Rel, un éxito orgulloso y autodidacta que vive según el código de "siempre cree en ti mismo y grandes cosas vendrán", y encuentra esa actitud puesta a prueba cuando se entera de que su esposa está teniendo una aventura con su propio barbero. Trata de reconstruir su vida y después del divorcio como un padre soltero de larga distancia en el lado oeste de Chicago en busca de amor, respeto y un nuevo barbero. Está inspirado en la vida de Howrey.

## Reparto
- Lil Rel Howery como Lil Rel.
- Jordan L. Jones como Nat.
- Jessica Moore as Tiffany.
- Sinbad como Papá.

## Episodios
| N.º | Título                 | Dirigido por | Escrito por                                                                             | Fecha de emisión original | Código de prod. | Audiencia (millones) |
| --- | ---------------------- | ------------ | --------------------------------------------------------------------------------------- | ------------------------- | --------------- | -------------------- |
| 1   | «Pilot»                | Gerry Cohen  | Lil Rel Howery, Kevin Barnett y Josh Rabinowitz                                         | 9 de septiembre de 2018   | 1LBH01          | 5.49                 |
| 2   | «Laundry Room»         | Gerry Cohen  | Lil Rel Howery, Kevin Barnett y Josh Rabinowit                                          | 30 de septiembre de 2018  | 1LBH02          | 1.99                 |
| 3   | «Kids First Visit»     | Mike Scully  | Historia de: Lil Rel Howery Guion de: Mike Scully                                       | 7 de octubre de 2018      | 1LBH04          | 1.81                 |
| 4   | «One Night Stand»      | Gerry Cohen  | Historia de: Lil Rel Howery Guion de: Aeysha Carr                                       | 14 de octubre de 2018     | 1LBH03          | 1.40                 |
| 5   | «Halloween»            | Gerry Cohen  | Aeysha Carr & Hugh Moore                                                                | 21 de octubre de 2018     | 1LBH05          | 1.45                 |
| 6   | «Windy City Politics»  | Gerry Cohen  | Danielle Sanchez-Witzel                                                                 | 4 de noviembre de 2018    | 1LBH06          | 1.64                 |
| 7   | «Re-Enter the Dragons» | Gerry Cohen  | Andrew Lee                                                                              | 11 de noviembre de 2018   | 1LBH07          | 1.25                 |
| 8   | «Blizzard»             | Gerry Cohen  | Josh Rabinowitz y Kevin Barnett                                                         | 18 de noviembre de 2018   | 1LBH08          | 1.62                 |
| 9   | «Brittany's Mom»       | Gerry Cohen  | Rae Sanni                                                                               | 2 de diciembre de 2018    | 1LBH09          | 1.61                 |
| 10  | «Hate & Hip Hop»       | Gerry Cohen  | Josh Rabinowitz y Kevin Barnett                                                         | 9 de diciembre de 2018    | 1LBH10          | 2.06                 |
| 11  | «Mom»                  | Gerry Cohen  | Historia de: Lil Rel Howery y James Heller Chapman Guion de: Willie Hunter y Dave Helem | 6 de enero de 2019        | 1LBH12          | 1.23                 |
| 12  | «Cleveland»            | Gerry Cohen  | Mike Mariano                                                                            | 13 de enero de 2019       | 1LBH11          | 2.77                 |

1. ↑  El primer episodio fue lanzado temprano el 6 de septiembre de 2018.

## Recepción

### Recepción crítica
En el sitio web de agregación de revisiones Rotten Tomatoes, la serie tiene un índice de aprobación del 46%, con un promedio de 4,36 sobre 10, basado en 13 revisiones. El consenso crítico del sitio web es el siguiente: "Rel tiene una estrella talentosa apoyada por un sólido conjunto, pero nada de esto es suficiente para disfrazar una comedia ordinaria que golpea una serie de ritmos genéricos. Metacritic, que utiliza una media ponderada, asignó una puntuación de 46 sobre 100 basada en 6 críticos, lo que indica "revisiones mixtas o medias".

### Audiencias
| N.º | Título                 | Fecha de emisión         | ÍA/CP (18–49) | Audiencia (millones) | DVR (18–49) | Audiencia DVR (millones) | Total (18–49) | Audiencia total (millones) |
| --- | ---------------------- | ------------------------ | ------------- | -------------------- | ----------- | ------------------------ | ------------- | -------------------------- |
| 1   | «Pilot»                | 9 de septiembre de 2018  | 1.9/8         | 5.49                 | 0.2         | 0.42                     | 2.1           | 5.91                       |
| 2   | «Laundry Room»         | 30 de septiembre de 2018 | 0.8/4         | 1.99                 | 0.3         | 0.59                     | 1.0           | 2.58                       |
| 3   | «Kids First Visit»     | 7 de octubre de 2018     | 0.7/3         | 1.81                 | 0.2         | 0.54                     | 0.9           | 2.35                       |
| 4   | «One Night Stand»      | 14 de octubre de 2018    | 0.5/2         | 1.40                 | 0.2         | 0.49                     | 1.7           | 1.88                       |
| 5   | «Halloween»            | 21 de octubre de 2018    | 0.6/3         | 1.45                 | 0.2         | 1.43                     | 0.8           | 1.88                       |
| 6   | «Windy City Politics»  | 4 de noviembre de 2018   | 0.6/3         | 1.62                 | 0.2         | 0.41                     | 0.8           | 2.05                       |
| 7   | «Re-Enter the Dragons» | 11 de noviembre de 2018  | 0.5/2         | 1.25                 | 0.2         | 0.40                     | 0.7           | 1.65                       |
| 8   | «Blizzard»             | 18 de noviembre de 2018  | 0.6/3         | 1.62                 | 0.2         | 0.37                     | 0.8           | 1.99                       |
| 9   | «Brittany's Mom»       | 2 de diciembre de 2018   | 0.6/3         | 1.61                 | 0.2         | 0.37                     | 0.8           | 1.99                       |
| 10  | «Hate & Hip Hop»       | 9 de diciembre de 2018   | 0.8/3         | 2.06                 | —           | —                        | —             | —                          |
| 11  | «Mom»                  | 6 de enero de 2019       | 0.5/2         | 1.23                 | 0.1         | 0.30                     | 0.6           | 1.53                       |
| 12  | «Cleveland»            | 13 de enero de 2019      | 1.0/4         | 2.77                 | —           | —                        | —             | —                          |